# CANT 35
Il CANT 35 era un idroricognitore e bombardiere leggero biplano a scafo centrale, realizzato dall'azienda italiana Cantiere Navale Triestino (CANT) negli anni trenta. Ne fu realizzato un unico esemplare, e non entrò mai in servizio.

## Storia del progetto
Il CANT 35 costituì la risposta ad un requisito del 1930, avente per oggetto un velivolo idoneo ad equipaggiare alcune unità della Regia Marina (ovvero gli incrociatori pesanti classe Trento e la nave appoggio idrovolanti Giuseppe Miraglia). L'ingegner Raffaele Conflenti progettò un idrovolante biplano, ligneo ed a scafo centrale, che venne acquistato il 24 ottobre 1930 per 402.000 lire. Ricevette la matricola militare MM.154.
Trasferito temporaneamente a Lisbona il 21 dicembre 1931, volò per la prima volta il 18 maggio 1932. Tuttavia, questo aereo non ebbe sviluppi, e l'unico esemplare costruito venne radiato il 23 giugno di sei anni dopo, in seguito ad un incidente.

## Tecnica
Come detto precedentemente, il CANT 35 era un idrovolante biplano in legno con ali ripiegabili. La lunghezza era di 10,39 m, con un'apertura alare di 14,29. L'ala superiore, inoltre, era caratterizzata dalla presenza di alette Handley Page.
La propulsione avrebbe dovuto essere assicurata da un Isotta Fraschini Asso Caccia da 440 CV con 12 cilindri a V ed elica tripala trattiva, ma sul prototipo venne installato un Isotta Fraschini Asso 500 da 510 CV. Il motore, comunque, era sistemato su una costruzione di tubi metallici tra le due ali.
L'armamento difensivo era costituito da due mitragliatrici da 7,7 mm, in altrettante postazioni difensive (una centrale e l'altra anteriore). Per le armi di caduta, erano stati previsti alcuni attacchi subalari, oltre ad una apparecchiatura fotografica per la ricognizione.